# Male Unbonding
"Male Unbonding"  é o segundo episódio a ser produzido da série da NBC Seinfeld e foi ao ar em 14 de junho de 1990, sendo o quarto episódio da primeira temporada. Nele, Jerry Seinfeld tenta evitar se encontrar com um velho amigo de infância, Joel Horneck (Kevin Dunn). O vizinho de Jerry, Kramer, tem a ideia de "um lugar que vende pizza onde você faz sua própria torta". O episódio foi escrito por Larry David e Jerry Seinfeld, e foi o primeiro episódio gravado dirigido por Tom Cherones. Foi o primeiro episódio produzido com Elaine Benes (Julia Louis-Dreyfus) sendo um personagem. Também foi o primeiro episódio a usar a música tema de Jonathan Wolff's. É o único episódio de Seinfeld cujo título não começa com o artigo definido "The".